# Parafia św. Apostołów Piotra i Pawła w Kraszewicach
Parafia Świętych Apostołów Piotra i Pawła w Kraszewicach – parafia rzymskokatolicka należąca do dekanatu Grabów diecezji kaliskiej. Została utworzona w 1872. Mieści się przy ulicy Szkolnej. Prowadzą ją księża diecezjalni.